# Merida (Unternehmen)
Merida (chinesisch 美利達工業股份有限公司) ist ein taiwanischer Fahrradhersteller. Der Hauptsitz der Merida Industry Co., LTD. ist Yuanlin (Landkreis Changhua) in Taiwan. Merida hatte zum Stand 2008 einen Markenwert von 185 Mio. US-$ und produzierte monatlich 72.000 Fahrräder. Neben dem Vertrieb seiner Räder unter eigener Marke produziert Merida als Erstausrüster alle höherwertigen Räder der US-Marke Specialized. Zur Jahresmitte 2023 beschäftigte der Konzern 3.107 Mitarbeiter weltweit.

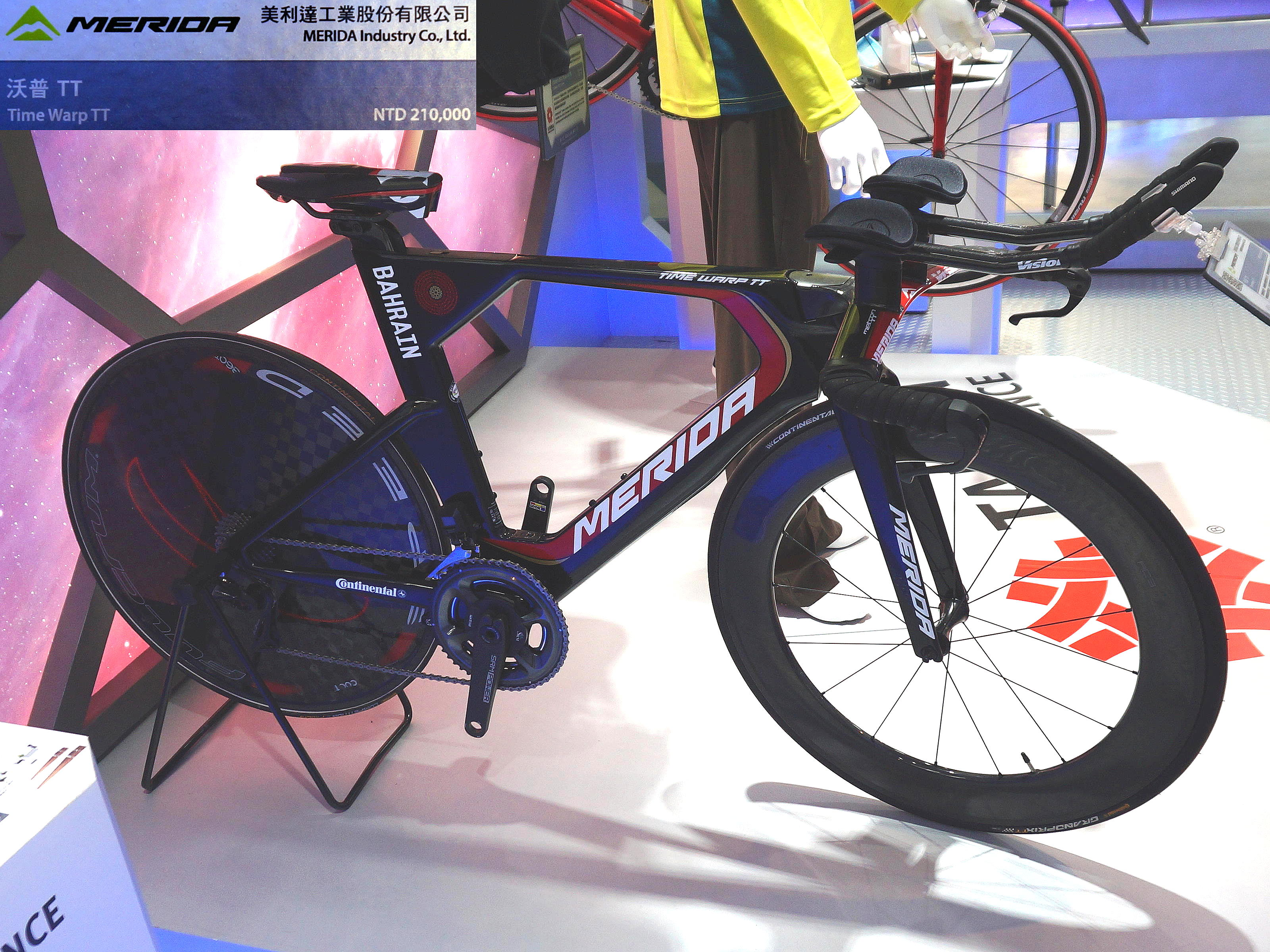
Ein Merida für Zeitfahren.

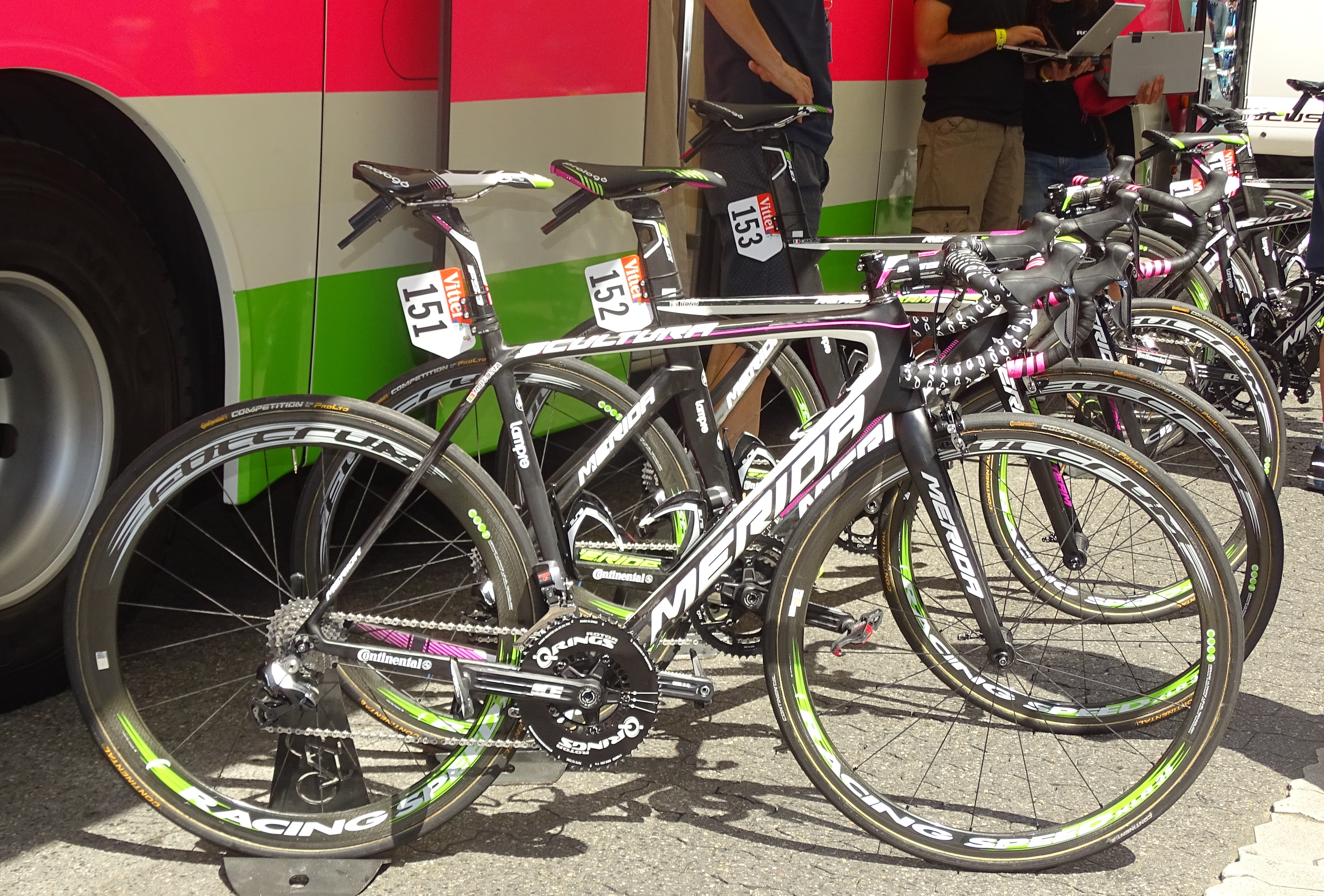
Merida bei der Tour de France 2015.

## Geschichte
Das Unternehmen wurde am 29. September 1972 von Ike Tseng gegründet. Merida nahm am 10. Juli 1973 mit 57 Mitarbeitern den Betrieb auf. Es wurden ausschließlich sogenannte japanische „Minibikes“ hergestellt. Zwei Jahre später expandierte Merida mit den „Speed Bikes“ auf den amerikanischen Markt, BMX-Fahrräder kamen dazu, später Mountainbikes.
Die ersten Versuche zur Computerisierung der Produktion beginnen bereits 1975. Seit 1980 sind alle Produktionsabläufe computergesteuert, auch das Lagersystem wurde automatisiert. 1985 begann bei Merida die Forschung für Aluminium-Rahmen. Ein Jahr später wurde Merida Germany gegründet. 1992 entwickelt Merida dann eine automatische Herstellung von Kohlenstofffaser-Rahmen, 1998 wurden Magnesium-Rahmen entwickelt. Die Erkenntnisse fließen zudem in Notebook-Gehäuse-Produktion ein.
Merida betreibt ein Technologiezentrum in Deutschland.
Zusammen mit Wolfgang Renner wurde 1976 das Gemeinschaftsunternehmen Merida & Centurion Germany GmbH gegründet, welches weltweit Fahrräder unter der Marke Centurion entwickelt und vertreibt. Merida hält hieran 51 % mit Jahresabschluss 2022.

## Arbeitsbedingungen
Die Internationale Arbeitsorganisation berichtet seit langem von Schuldknechtschaft, das Einbehalten von Reisepässen, menschenunwürdigen Wohnverhältnissen, einbehaltenen Löhnen, Drohungen und Einschüchterungen als gängige Praxis gegenüber Arbeitsmigranten bei Fahrradherstellern in Taiwan – alles Indikatoren von Zwangsarbeit. Bei Merida arbeiteten im Jahr 2025 neben 2287 Einheimischen 652 Vietnamesen und Thailänder. Arbeiter berichteten unter anderem, dass sie hohe Gebühren an Arbeitsvermittler bezahlen und dass die Geschäftsführung von Merida ihre Reisepässe einbehält. Im Jahr 2024 schrieb das Unternehmen, dass »Merida den Verhaltenskodex der Responsible Business Alliance [der unter anderem die Einstellung von Mitarbeitern ohne Vermittlungsgebühren und die Rückerstattung von bereits bezahlten Gebühren vorsieht] und die einschlägigen Menschenrechtsrichtlinien noch nicht übernommen und daher keine Sorgfaltsprüfung in Bezug auf Menschenrechte durchgeführt hat«.

## Radsport
Ab 2013 engagierte sich Merida im Team Lampre-Merida auch im Straßenradrennsport auf höchstem Niveau. Das Team gehört zu den UCI WorldTeams und nahm daher an allen großen Rundfahrten teil. 2015 gewann Rubén Plaza die 16. Etappe der Tour de France von Bourg de Péage nach Gap. Außerdem konnte das Team zwei Etappen beim Giro d’Italia und eine Etappe bei der Vuelta gewinnen. 2017 wurde die Vereinigten Arabischen Emirate zum Hauptsponsor des Teams und Merida wechselte als Sponsor zum Team Bahrain-Merida. Nach zwei Jahren als Hauptsponsor wurde das Team in Bahrain-McLlaren umbenannt, Merida blieb bis 2025 weiterhin Radsponsor für das Team.
Im Mountain Bike Sport fuhren die mehrfache Weltmeisterin Gunn-Rita Dahle Flesjå sowie der mehrfache spanische Meister und Weltmeister im Cross Country José Antonio Hermida bis 2018 für das Multivan Merida Biking Team.